# 神経鞘腫
神経鞘腫（しんけいしょうしゅ、英: neurilemoma:621, neuroma, neurinoma, neurolemoma）、またはシュワン細胞腫（英: schwannoma, Schwann cell tumor）とは末梢神経を包む神経鞘を作るシュワン細胞に由来する良性神経性腫瘍の一つ。
神経鞘腫は均一な細胞集団で、シュワン細胞のみから成る。腫瘍細胞は常に神経細胞の外部にあるが、腫瘍は骨構造の側面および／または上部から神経を圧迫するため、障害を生ずる。神経鞘腫の成長は遅く、理由は不明だが神経鞘腫はほとんどが良性で、悪性化するものは1%未満である。悪性化すると神経線維肉腫を生ずる。
神経鞘腫は遺伝性疾患である神経線維腫症で発生する。これらは通常S-100蛋白質陽性である。
神経鞘腫は手術で切除可能であり、再発は稀である。
組織学的にはベロケイ小体が見られる。

## 顕微鏡写真集

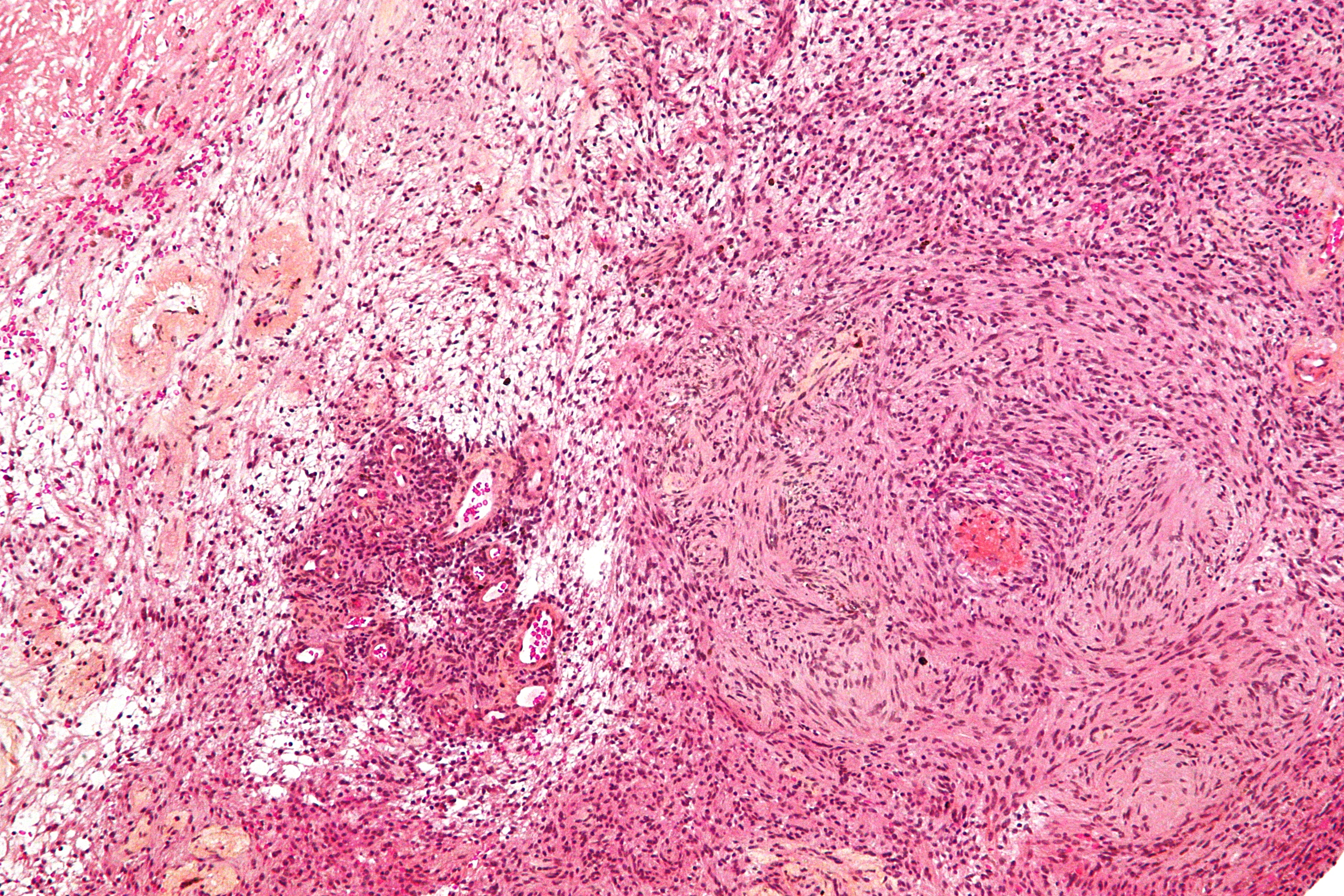
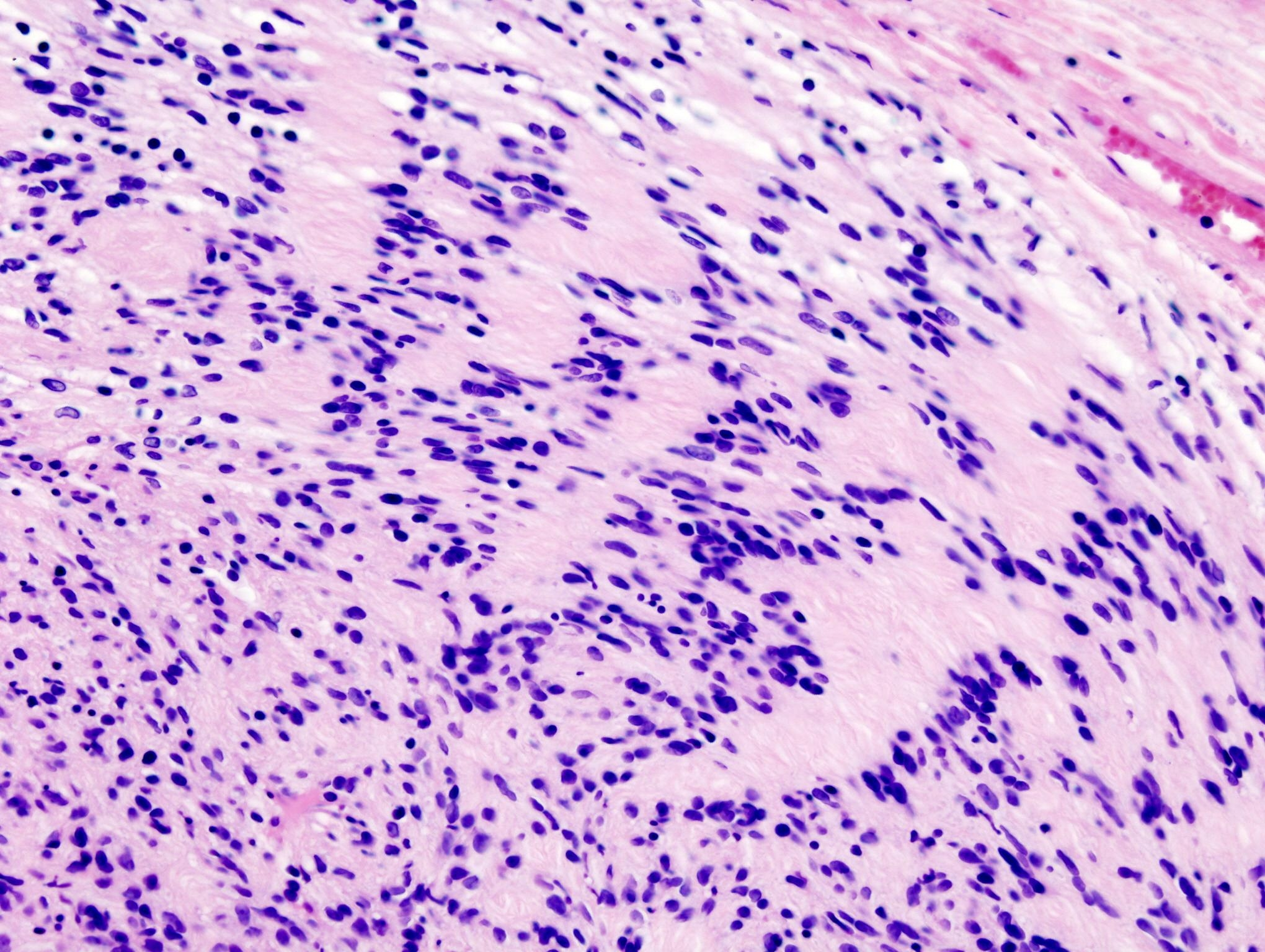
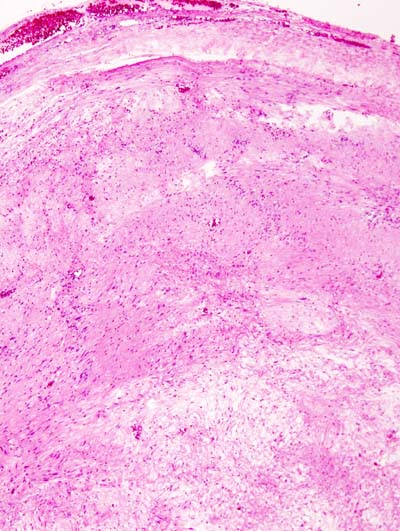
皮下神経鞘腫
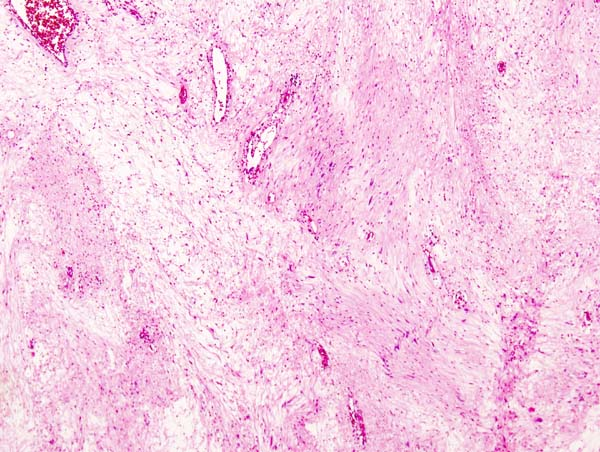
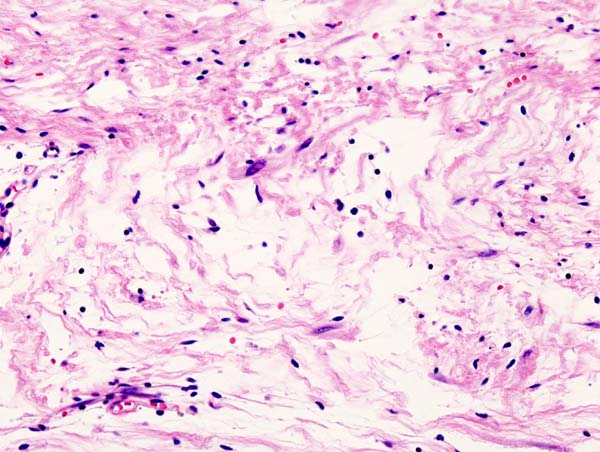
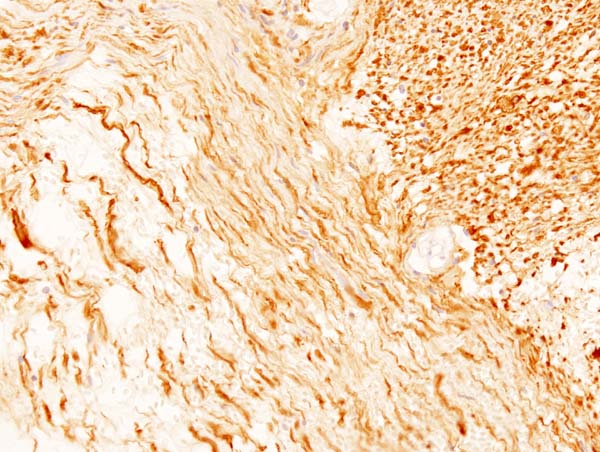